# Hill City (Minnesota)
Hill City és una població dels Estats Units a l'estat de Minnesota. Segons el cens del 2000 tenia 479 habitants.

## Demografia
Segons el cens del 2000, Hill City tenia 479 habitants, 213 habitatges, i 120 famílies. La densitat de població era de 169,7 habitants per km².
Dels 213 habitatges en un 29,1% hi vivien nens de menys de 18 anys, en un 41,3% hi vivien parelles casades, en un 10,8% dones solteres, i en un 43,2% no eren unitats familiars. En el 36,2% dels habitatges hi vivien persones soles el 16% de les quals corresponia a persones de 65 anys o més que vivien soles. El nombre mitjà de persones vivint en cada habitatge era de 2,25 i el nombre mitjà de persones que vivien en cada família era de 2,93.
Per edats la població es repartia de la següent manera: un 24,4% tenia menys de 18 anys, un 8,8% entre 18 i 24, un 25,7% entre 25 i 44, un 24,4% de 45 a 60 i un 16,7% 65 anys o més.
L'edat mediana era de 40 anys. Per cada 100 dones de 18 o més anys hi havia 89,5 homes.
La renda mediana per habitatge era de 22.308 $ i la renda mediana per família de 25.000 $. Els homes tenien una renda mediana de 25.972 $ mentre que les dones 17.750 $. La renda per capita de la població era de 15.742 $. Entorn del 15,3% de les famílies i el 14,8% de la població estaven per davall del llindar de pobresa.

## Poblacions més properes
El següent diagrama mostra les poblacions més properes.